# Маніфест 93-х
«Маніфест дев'яноста трьох» — це відкрите звернення дев'яноста трьох німецьких інтелектуалів на захист дій Німеччини у щойно розпочатій Першій світовій війні. Маніфест був опублікований 4 жовтня 1914 року під заголовком «До культурного світу» (нім. An die Kulturwelt) у всіх провідних німецьких газетах.

## Передісторія
Все почалося з того, що на початку Першої світової війни, у серпні 1914 року, німецька артилерія зрівняла із землею бельгійське місто Левен як покарання за обстріл німецьких позицій з боку Бельгії. Згодом місто було підпалене: згоріло університетське містечко та одна з найбагатших бібліотек Європи, більша частина центру була повністю зруйнована. У країнах Антанти доля Левена стала символом «тевтонського варварства».
25 серпня 1914 року німецькі війська захопили Левен і знищили бібліотеку Левенського університету. У вогні було знищено 300 тисяч середньовічних книг і рукописів. У місті загинуло 248 мешканців, близько 10 000 осіб залишили свої домівки й стали біженцями. Було зруйновано понад 2000 будівель. Велику кількість сировини, продовольства та промислового обладнання було вивезено до Німеччини. Дії німецької армії були засуджені міжнародною спільнотою.
Щоб захистити честь Німецької імперії, драматурги Людвіг Фульда та Герман Зудерман склали текст маніфесту й протягом тижня збирали під ним підписи інших інтелектуалів. Деякі вчені, які не піддалися націоналістичній істерії, відмовилися підписати документ (зокрема Альберт Ейнштейн). Маніфест був опублікований 4 жовтня 1914 року під заголовком «До культурного світу» (нім. An die Kulturwelt) у всіх провідних німецьких газетах.

## Написання
Текст маніфесту написав драматург Людвіг Фульда за участі Германа Зудермана у вересні 1914 року під впливом так званого «серпневого ентузіазму». Приблизно тиждень пішов на збір підписів. Деякі вчені, які не піддалися націоналістичній істерії, відмовилися підписувати документ (наприклад, математик Давид Гільберт). Альберт Ейнштейн натомість підписав альтернативний маніфест «До європейців».

## Текст маніфесту (у перекладі)
Ми, представники німецької науки й мистецтва, заявляємо перед усім культурним світом протест проти брехні й наклепів, якими наші вороги намагаються зганьбити справедливу боротьбу Німеччини за існування, нав'язану їй ззовні.

Неправда, що Німеччина винна у цій війні. Її не хотів ні народ, ні уряд, ні кайзер. З німецького боку було зроблено все можливе, щоби її уникнути.
Неправда, що ми грубо порушили нейтралітет Бельгії. Доведено, що Франція та Англія змовилися це зробити, і що Бельгія на це погодилась.
Неправда, що німецькі солдати безпідставно вбивали мирних жителів. Навпаки, вони були змушені оборонятися від нападів із засідки.
Неправда, що наші війська звірствували в Левені. Більша частина міста уціліла, знаменита ратуша не постраждала.
Неправда, що наше командування ігнорувало міжнародне право. У той час, як на сході російські війська вбивають жінок і дітей, а на заході використовуються кулі «дум-дум», ми боремося гідно.
Неправда, що боротьба з нашим мілітаризмом не є боротьбою проти німецької культури. Німецький мілітаризм — це породження німецької культури, і без нього вона давно була б знищена.
Ми не можемо вирвати з рук ворогів отруєну зброю брехні, але можемо закликати світ почути правду. Вірте нам! Ми будемо боротися до кінця як культурна нація, для якої заповіт Ґете, Бетговена, Канта так само святий, як власний дім.
Наше ім'я і наша честь — запорука цього.

## Список підписантів «Маніфесту 93-х» (1914)
- Адольф Байєр
- Петер Беренс
- Еміль Адольф фон Берінг
- Вільгельм фон Боде
- Алоїс Брандль
- Луйо Брентано
- Юстус Брінкман
- Зігфрід Вагнер
- Генріх Вільгельм Вальдейєр
- Август Вассерман
- Фелікс Вайнгартнер
- Теодор Віґанд
- Ульріх фон Віламовіц-Мьоллендорф
- Ріхард Мартін Вільштеттер
- Вільгельм Він
- Вільгельм Віндельбанд
- Вільгельм Вундт
- Фріц Габер
- Адольф фон Гарнак
- Ґергарт Гауптман
- Карл Гауптман
- Едуард фон Ґебгардт
- Ернст Генріх Геккель
- Ґустав Ґельман
- Вільгельм Герман
- Адольф фон Гільдебранд
- Адольф Дейсман
- Йоганн Якобус Марія де Ґрот
- Ріхард Демель
- Франц фон Дефреґґер
- Вільгельм Дёрпфельд
- Фрідріх фон Дун
- Райнґольд Зееберг
- Герман Зудерман
- Леопольд фон Калькройт
- Артур Кампф
- Фрідріх Авґуст фон Каульбах
- Теодор Кіпп
- Фелікс Кляйн
- Макс Клінґер
- Адольф Кнёпфлер
- Йоганнес Ернст Конрад
- Антон Кох
- Пауль Лабанд
- Карл Ламппрехт
- Філіпп Едуард Антон фон Ленард
- Максиміліан Ленц
- Макс Ліберман
- Франц фон Ліст
- Георг Маєр
- Карл Людвіґ Манце
- Йозеф Маусбах
- Едуард Мейєр
- Себастіан Меркле
- Генріх Морф (лінгвіст)
- Фрідріх Науман
- Альберт Людвіґ Нейссер
- Вальтер Герман Нернст
- Герберт Ойленберг
- Вільгельм Фрідріх Оствальд
- Бруно Пауль
- Макс Планк
- Альберт Плен
- Георг Райке
- Макс Райнхардт
- Вільгельм Конрад Рентґен
- Алоїз Ріль
- Карл Роберт
- Макс Рубнер
- Ганс Тома
- Вільгельм Трюбнер
- Генріх Фінке
- Герман Еміль Фішер
- Карл Ґустав Фольмьоллер
- Ріхард Фосс
- Карл Фосслер
- Людвіґ Фульда
- Вільгельм Юліус Фьорстер*
- Макс Хальбе
- Андреас Хойслер
- Людвіґ Гофман (архітектор)
- Енґельберт Гумпердінк
- Фріц Шапер
- Адольф Шлаттер
- Август Шмідлін
- Густав фон Шмоллер
- Мартін Шпан
- Франц фон Штук
- Рудольф Крістоф Ейкен
- Карл Освальд Віктор Енґлер
- Пауль Ерліх
- Альберт Ерхард
- Ґергард Ессер

Примітка
Підпис Вільгельма Юліуса Фьорстера було додано до «Маніфесту» без його згоди. Він став одним із чотирьох інтелектуалів (разом з Альбертом Ейнштейном, Отто Букком та Георгом Фрідріхом Ніколаї), які того ж місяця підписали антивоєнне «Звернення до європейців», складене як відповідь на цей маніфест.

## Після маніфесту
Події Першої світової війни і наслідки, що настали після неї, змусили багатьох підписантів «Маніфесту дев'яноста трьох» переглянути свою позицію. Зокрема, деякі з них — особливо ті, хто мав широкі міжнародні зв'язки — усвідомили, що документ став не лише спробою захисту німецької культури, а й актом, який ускладнив репутацію німецької науки та мистецтва в очах світової спільноти.

### Макс Планк
Один із найбільш авторитетних підписантів, фізик-теоретик і нобелівський лауреат Макс Планк, уже в 1916 році опублікував відкритого листа, в якому визнав, що більше не може повністю підтримувати дії німецьких військових. Його позиція еволюціонувала від патріотичного ентузіазму до глибокого розчарування, особливо після усвідомлення масштабів насильства.

### Опитування Веберга (1920)
У 1920 році пацифіст Ганс Веберг розіслав письмове опитування 75 підписантам, які на той момент ще були живі. Відповіді надійшли від 58 осіб, і 42 з них прямо або непрямо висловили жаль щодо своєї участі у маніфесті. Деякі визнавали, що текст був надмірно емоційним і політично упередженим, інші — що підписалися під тиском обставин або через загальне «августівське збудження» 1914 року.

### Сванте Арреніус і спроба формального відречення
У 1919 році шведський хімік, лауреат Нобелівської премії Сванте Арреніус, звернувся до Еміля Фішера з проханням організувати колективне публічне відречення від маніфесту. Еміль Фішер, який сам вважав підпис помилкою, почав консультації з кількома впливовими науковцями — Фріцем Габером, Вальтером Нернстом, Максом Планком та Генріхом Вальдейєром.
Хоча вони й поділяли критику маніфесту й усвідомлювали шкоду, яку він завдав, усі вони відмовилися публічно відректися від підпису. Аргументом стала надмірна жорстокість Версальського мирного договору 1919 року, який, на їхню думку, несправедливо покарав Німеччину, і зробив би будь-яке відречення виглядом капітуляції перед несправедливими умовами.

### Розкол у науковому середовищі
Маніфест став символом розколу в європейському науковому співтоваристві. Багато іноземних академій та університетів відмовилися від співпраці з німецькими вченими, а німецькі учасники відчули ізоляцію в міжнародному контексті. Деякі з них, як, наприклад, Пауль Ерліх чи Вільгельм Рентґен, свідомо відійшли від політичної активності, щоб уникнути подальшої шкоди своїй науковій репутації.

## Висновки
З часом більшість інтелектуалів, які підписали «Маніфест дев'яноста трьох», визнали, що той був результатом націоналістичного афекту, викликаного несподіваним початком війни. Однак повне і формальне визнання помилки зробили лише одиниці. Маніфест залишив по собі складну спадщину — як свідчення патріотичного ентузіазму, так і приклад того, як культура й наука можуть бути втягнуті у політичні конфлікти з далекосяжними наслідками.